# جاجا (لاعب كرة قدم، مواليد 1986)
جاجا (بالبرتغالية: Francisco Jaílson de Souza‏) (29 نوفمبر 1986 في إيتابيبوكا في البرازيل – )؛ هو لاعب كرة قدم سابق كان يلعب كلاعب وسط.

## وصلات خارجية
- جاجا على موقع رابطة كرة القدم اليابانية للمحترفين (اليابانية)
- جاجا على موقع قاعدة بيانات كرة القدم.إي يو (الإنجليزية)
- جاجا على موقع Soccerway.com (الإنجليزية)
- جاجا على موقع عالم كرة القدم.نت (الإنجليزية)